# Fournets-Luisans
Fournets-Luisans é uma comuna francesa na região administrativa de Borgonha-Franco-Condado, no departamento de Doubs. Estende-se por uma área de 27,71 km². Em 2010 a comuna tinha 732 habitantes (densidade: 26,4 hab./km²).